# آنژلا آساطریان
آنژلا بوریسی آساطریان (ارمنی: Անժելա Բորիսի Ասատրյան؛ انگلیسی: Anjela Asatryan؛ زادهٔ ۱۹۲۴ - درگذشته ۱۹۹۵) زیست‌شیمی‌دان اهل ارمنستان بود.

## زندگی
وی در ۱۹۲۴ در ایروان به دنیا آمد و از دانشگاه پزشکی دولتی ایروان (۱۹۴۸) فارغ‌التحصیل گشت.  وی در ۱۹۹۵ در سن ۷۱ سالگی در ایروان درگذشت

## یادداشت
1. ↑  Բժշկական գիտությունների դոկտոր